# Kakao (powieść)
Kakao (port. Cacau) – druga z powieści brazylijskiego pisarza Jorge Amado, wydana w Rio de Janeiro w 1933 roku. Powieść zapoczątkowuje „cykl kakaowy” (ciclo do cacau) w twórczości Amado, w którym pisarz opisuje życie społeczności w interiorze stanu Bahia i pracę na plantacjach kakao.
Książka była zaliczana do literatury socjalistycznej lub też powieści proletariackiej, stąd była początkowo ocenzurowana. Pierwszy nakład w ilości 2 tys. egzemplarzy został skonfiskowany przez policję, jednak następnego dnia zwolniony, dzięki interwencji ówczesnego ministra spraw zagranicznych Osvaldo Aranhi. Nakład wyczerpał się w ciągu miesiąca.
Kakao jest pierwszą z cyklu powieści autora na temat codziennego życia społeczności Ilhéus, którego tłem są uprawy kakao. Do tego cyklu należą również takie powieści jak Ziemia krwi i przemocy (Terras do Sem Fim) i Ziemia złotych płodów (São Jorge dos Ilhéus). Kakao zostało przetłumaczone na język hiszpański w 1935 roku i było pierwszą książką Amado, wydaną w obcym języku. Jest też pierwszą książką tego autora, przetłumaczoną na język polski.

## Streszczenie
Pochodzący ze stanu Sergipe syn przemysłowca José Cordeiro znany jako Cearense nie chce być dyrektorem – jest zwykłym pracownikiem i jest z tego dumny. Musi jednak opuścić fabrykę w wyniku romansu z inną pracownicą, która jest również obiektem zainteresowania właściciela, a zarazem jej wuja. Cearense decyduje się poszukać zatrudnienia gdzie indziej. Rozważa dwa miejsca: São Paulo lub plantacje kakao na południu stanu Bahia. Ostatecznie wybiera ten drugi region, okolice miast Itabuna i Ilhéus. Tam, na Fazendzie Fraternidade (Braterstwo) toczy się akcja książki, której tłem są warunki życia i pracy robotników zatrudnionych na plantacjach kakao, których los niewiele się różni od losu niewolników.
Cearense, który jest biały i umie czytać, wyróżnia się na tle innych robotników i zwraca na siebie uwagę Marii, córki właściciela Fraternidade. Związek z dziewczyną może wynieść go w hierarchii, jednak Cearense woli zostać u boku innych prostych robotników i nie pragnie awansu.